# Siokunichthys bentuviai
Siokunichthys bentuviai es una especie de pez de la familia Syngnathidae en el orden de los Syngnathiformes.

## Morfología
Los machos pueden alcanzar 6,1 cm de longitud total.

## Reproducción
Es ovovivíparo y el macho transporta los huevos en una bolsa ventral, la cual se encuentra debajo de la cola.

## Hábitat
Es un pez de mar y de clima tropical y asociado a los arrecifes de coral.

## Distribución geográfica
Se encuentra en El Tur (Península del Sinaí), el Archipiélago Dahlak (Etiopía), junto a las Islas Mushi (Golfo de Adén ).